# گلنارم
گلنارم (به انگلیسی: Glenarm) یک روستا در بریتانیا است که در مید و انتریم شرقی واقع شده‌است. گلنارم ۵۸۲ نفر جمعیت دارد.